# Anisopagurus bartletti
Anisopagurus bartletti är en kräftdjursart som först beskrevs av Alphonse Milne-Edwards 1880.  Anisopagurus bartletti ingår i släktet Anisopagurus och familjen eremitkräftor. Inga underarter finns listade i Catalogue of Life.